# Болдырев, Иван Никитович
Иван Никитович Болдырев (20 августа 1928 — 16 декабря 2006) — передовик советского сельского хозяйства, комбайнёр Михайловской РТС Михайловского района Сталинградской области, Герой Социалистического Труда (1981).

## Биография
Родился 20 августа 1928 года в станице Арчединская Сталинградского округа Нижне-Волжского края в русской семье крестьянина. Завершив обучение в шестом классе школы начал работать в местном колхозе. С 1942 года стал работать штурвальным на комбайне. Окончив краткосрочные курсы комбайнёров, в 1943 году был направлен на работу в хутор Чаплыгин, в конце 1940-х годов был  переведён в колхоз имени Будённого в хуторе Дёмочкин. В 1950 году стал работать на новом комбайне Сталинец-6, работать приходилось по 16-18 часов в сутки. 
В 1951 году был призван в ряды Советской Армии. Служил в войсках министерства внутренних дел СССР в городе Магадане. В 1955 году, демобилизовавшись, вернулся работать на комбайне в Михайловской машинно-тракторной станции.
На комбайне Сталинец-6 он постоянно показывал высокие производственные результаты, намолачивал по 11 центнеров зерновых с гектара. С появлением новой техники, ему было доверено работать на новом комбайне РСМ-8. Постоянно внедрял новые методы уборки урожая, уменьшал потери при сборе зерновых. В 1958 году за 15 рабочих дней сумел убрать 76- гектаров посевных площадей , намолотил 14 тысяч центнеров зерна. За всю уборочную страду он намолотил более 18 тысяч центнеров зерновых.     
Указом Президиума Верховного Совета СССР от 20 ноября 1958 года за выдающиеся успехи, достигнутые в деле увеличения производства зерна и других продуктов сельского хозяйства Ивану Никитовичу Болдыреву присвоено звание Героя Социалистического Труда с вручением ордена Ленина и золотой медали «Серп и Молот».
Продолжал работать комбайнёром до 1974 года, когда перешёл на работу инженером по технике безопасности. Избирался депутатом Михайловского районного и Волгоградского областного Совета депутатов. Был членом Михайловского горкома КПСС.
Проживал в городе Михайловке. Умер 16 декабря 2006 года.

## Награды
За трудовые успехи удостоен:
- золотая звезда «Серп и Молот» (20.11.1958)
- орден Ленина (20.11.1958)
- другие медали.